# سارة بلحوسين
سارة بلحوسين (ولدت 18 سبتمبر 1994 بالجزائر العاصمة) هي لاعبة كرة طائرة جزائرية. تلعب في مركز الموزعة.

## روابط خارجية
- سارة بلحوسين على موقع عالم الكرة الطائرة (الإنجليزية)
- سارة بلحوسين على موقع أوليمبيديا (الإنجليزية)